# 三好退蔵
三好 退蔵（みよし たいぞう、1845年6月16日（弘化2年5月12日） - 1908年（明治41年）8月20日）とは、日本の法曹。検事総長、大審院院長を務め、退官後は弁護士となった。錦鶏間祗候。

## 生涯
日向国（現在の宮崎県児湯郡高鍋町）出身。高鍋藩士の家に生まれ、藩校明倫堂で学んだ後遊学して安井息軒に師事し、大蔵省出仕のまま明治4年7月3日、27歳で慶應義塾に入塾した。慶應義塾は丁度、芝新銭座（現在の港区浜松町一丁目）から三田に移ったばかりであり、机を並べ学んだのは猪飼麻次郎、九鬼隆一、雨山達也、矢野文雄、高嶺秀夫らがいた。慶應義塾を卒業すると司法省に移っている。
明治2年（1869年）に明治政府に出仕して高鍋藩の少参事を務めた後、地方官や大蔵省官吏を歴任、1873年（明治6年）に司法省入りして西南戦争における国事犯審理に加わる。大審院判事、司法少輔、司法次官、初代検事総長を経て大審院院長となる。
大審院判事時代に伊藤博文の憲法調査に同行してドイツなどを視察する。滞在中にプロテスタントのキリスト教に触れて、キリスト教に入信した。帰国後、留学中に洗礼を受けた、岡部長職ら数名と共に自宅で聖書研究会を開いていたが、近くにあった霊南坂教会（現・日本基督教団霊南坂教会）に合流した。
検事総長時代に起きたロシア皇太子への傷害事件（大津事件）では、大逆罪を外国の皇族への傷害についても適用すべきだと主張し、これは近代的な法治国家としてふさわしくないと主張する当時の大審院長・児島惟謙と対立したことでも知られる。後に司法次官に再任されて児島失脚のための陰謀ともされる司法官弄花事件の捜査にあたるが、強引な捜査に対する批判から松岡康毅検事総長とともに更迭された。後に大審院長に転じるが、別所別判事転任拒否事件裁判における他の判事との意見対立が理由で辞任する。この後、死去するまで貴族院議員となる。
退官後は弁護士となり、足尾鉱毒事件では農民側に立ったほか、日本最初の労働組合である鉄工組合の設立に賛同するなど、リベラル派の弁護士であった。東京弁護士会長やキリスト教青年会の初代理事長も務めた。晩年は東京市養育院感化部顧問を務めるなど感化事業に尽くした。
小崎弘道牧師を助けて、番町講義所（日本基督教団番町教会）を設立した。1908年（明治41年）8月20日に63歳で死去。墓所は青山霊園にある。
高鍋秋月家11代当主・秋月種樹の住家であった萬歳亭は、三好退蔵の住家を移築したものである。

## 家族
- 二男・三好重道 - 三菱合資常務理事。慶應義塾正科卒。岳父に山口宗義。[5]
- 三男・三好丑郞 - 住友銀行麴町支店支配人。東京帝国大学卒。[6]
- 長女・タツ（1880年生） - 清水澄の妻。華族女学校出身。[7]
- 娘・林（1890年生） - 加藤栄一郎の妻。学習院女学部出身。[8]

## 栄典
位階
- 1886年（明治19年）10月28日 - 従四位[9]
- 1890年（明治23年）11月4日 - 従三位[10]
- 1896年（明治29年）10月30日 - 正三位[11]
- 1908年（明治41年）8月20日 - 従二位[12]

勲章等
- 1882年（明治15年）3月11日 - 勲五等双光旭日章[13]
- 1885年（明治18年）11月19日 - 勲四等旭日小綬章[14]
- 1887年（明治20年）5月27日 - 勲三等旭日中綬章[15]
- 1891年（明治24年）3月30日 - 勲二等瑞宝章[16]
- 1903年（明治36年）5月21日 - 金杯一個[17]
- 1908年（明治41年）8月20日 - 勲一等瑞宝章[12]